# Bang Sao Thong
Bang Sao Thong er en by i provinsen Samut Prakan i det centrale Thailand. Byen ligger i Bang Sao Thong-underdistriktet og Sisa Chorakhe Yai-underdistriktet (som begge ligger i Bang Sao Thong-distriktet).
I 2014 havde byen en befolknings på 23.630.
Byen er hovedstad i distriktet af samme navn.